# I fuorilegge del Colorado
I fuorilegge del Colorado (The Dalton Girls) è un film del 1957 diretto da Reginald Le Borg.
È un western statunitense con Merry Anders, Lisa Davis, Penny Edwards, Sue George e John Russell.

## Produzione
Il film, diretto da Reginald Le Borg su una sceneggiatura di Maurice Tombragel e un soggetto di Herbert Purdom, fu prodotto da Howard W. Koch per la Bel-Air Productions e la Clark Productions e girato nel Kanab Movie Fort a Kanab, a Turkey Crossing nel Kanab Canyon, e nel Johnson Canyon, nello Utah, dal 2 maggio 1957.

## Distribuzione
Il film fu distribuito con il titolo The Dalton Girls negli Stati Uniti nel dicembre 1957 al cinema dalla United Artists.
Altre distribuzioni:
- in Finlandia il 25 aprile 1958 (Rosvosisaret)
- in Germania Ovest il 5 dicembre 1958 (Flintenweiber)
- in Messico il 24 marzo 1962 (Esclavas del crimen)
- in Italia (I fuorilegge del Colorado)
- in Grecia (I kori tou tromokrati)

## Promozione
Le tagline sono:
- With Hot Guns Or Warm Lips They Dared The Men Of The West To COME AND GET IT!
- DEADLIER THAN THE JAMES BOYS - MORE DESPERATE THAN THE DALTON BROTHERS!
- THE MADE MEN CRAWL BEFORE THEIR GUNS BY DAY...
- ...AND SNARED THEM IN THEIR LOVE TRAPS AT NIGHT!